# ゲケドゥ
ゲケドゥ（Guéckédou）は、ギニアの都市。ゲケドゥグ（Guéckédougou）とも呼ばれる。ギニア南部に位置し、リベリアやシエラレオネとの国境近くに位置する。ンゼレコレ州に属し、ゲケドゥ県の県都である。人口は1996年には79,140人であったが、その後2000年と2001年にリベリア内戦とシエラレオネ内戦が相次いで起き、国境近くのこの町に難民が押し寄せたため人口が急増し、2008年には221,715人となった。北緯8度34分、西経10度8分に位置する。
ゲケドゥは週ごとに開かれる大きなマーケットで知られており、ギニア国内のみならずリベリアやシエラレオネ、コートジボワールからも商人が集まり、活況を呈する。
2007年12月12日、ランサナ・コンテ大統領に反対する市民たちが警察署を襲撃した。
2014年2月から3月にかけて、住民、病院関係者の中でエボラ出血熱が発生。数十人が死亡した。2021年にはエボラ出血熱の終息宣言が出されたが、一方でギニア初のマールブルク熱の患者が確認、同年8月には1人が死亡している。

## 関連項目

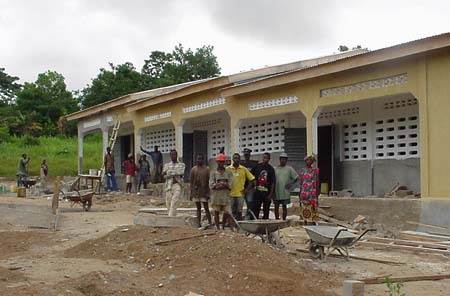
ゲケドゥ市内の学校